# Jonathan Kaplan (sędzia rugby)
Jonathan Kaplan (ur. 7 listopada 1966 w Durbanie) – południowoafrykański międzynarodowy sędzia rugby union. Sędziował w Currie Cup, Super Rugby, a także w rozgrywkach reprezentacyjnych, w tym w Pucharze Świata.
W szkole grał w rugby na pozycjach młynarza i łącznika ataku, a także w szachy. Pierwsze mecze sędziował w 1984 roku w wieku siedemnastu lat, jeszcze jako uczeń King David Linksfield High School. Od 1991 roku prowadził mecze seniorskie, a dwa lata później został członkiem krajowego panelu sędziowskiego i pozostał w nim przez dwadzieścia jeden sezonów ustanawiając rekordy w liczbie prowadzonych spotkań.
W Super 12 zadebiutował w 1997 roku i jako pierwszy sędzia osiągnął barierę stu spotkań w tych rozgrywkach. Łącznie poprowadził 107 meczów, a wśród nich były trzy finały. W Currie Cup głównym sędzią był w 161 pojedynkach, w tym sześciokrotnie w finale tych rozgrywek. Podczas meczu edycji 2000 został pierwszym arbitrem, który skorzystał z pomocy sędziego telewizyjnego. Okazjonalnie prowadził również spotkania English Premiership czy Magners League.
Karierę międzynarodową zapoczątkował testmeczem Namibia–Zimbabwe w 1996 roku. Jego debiut w Pucharze Sześciu Narodów był jednocześnie inauguracyjnym spotkaniem tych zawodów, zaś w drugiej części roku 2000 też po raz pierwszy poprowadził mecz w Pucharze Trzech Narodów. W tych rozgrywkach pojawiał się odpowiednio do edycji 2011 i 2010. Sędziował podczas czterech tournée British and Irish Lions: w 1997, 2001, 2005 i 2009. Również czterokrotnie znajdował się w panelu arbitrów Pucharu Świata, a najwyższej rangi wśród trzynastu sędziowanych spotkań był półfinał Anglia–Francja w 2007 roku. W 1999 był sędzią liniowym, w gronie arbitrów głównych znalazł się cztery lata później i w tej samej roli występował również w edycjach 2007 i 2011.
W listopadzie 2005 roku swoim 28 testmeczem odebrał André Watsonowi miano najbardziej doświadczonego południowoafrykańskiego arbitra, zaś trzy lata później pobił wynoszący 46 spotkań rekord Nowozelandczyka Paula Honissa. Był również pierwszym sędzią na świecie, który osiągnął barierę pięćdziesięciu meczów międzynarodowych.
Prócz sędziowania spotkań w najważniejszych krajowych i międzynarodowych rozgrywkach nie stronił też od spotkań klubowych i szkolnych czy też w ramach olimpiady machabejskiej i w sierpniu 2012 roku przekroczył barierę tysiąca meczów w karierze. W lutym 2013 roku ogłosił, iż z końcem sezonu kończy karierę sędziowską. Jego pożegnalnym spotkaniem miał być finał Currie Cup 2013, jednak został następnie nominowany na dwa testmecze w Namibii, które powiększyły jego międzynarodowy dorobek do rekordowych siedemdziesięciu spotkań. Zaangażowany był w blisko drugie tyle testmeczów jako sędzia liniowy lub telewizyjny.
Pięciokrotnie otrzymał nagrodę dla najlepszego południowoafrykańskiego arbitra, w latach 2003–2007 oraz w roku 2013. Został przyjęty do International Jewish Sports Hall of Fame.
Posiadał dyplomy z ekonomii i psychologii oraz marketingu. Podczas studiów na Uniwersytecie Kapsztadzkim z sukcesami trenował drużynę U19. By utrzymać formę, biegał maratony, których zaliczył ponad siedemdziesiąt.
Był ortodoksyjnym Żydem. Syn Kaleb, urodzony przez surogatkę.